# CD Logroño
A CD Logroño, teljes nevén Club Deportivo Logroño egy már megszűnt spanyol labdarúgócsapat. A klubot 1922-ben alapították, tizenhárom évvel később szűnt meg. Székhelye Logroño városa volt.

## Története
A klubot 1922-ben alapította Bernardo Ardanaz, aki nagy Athletic Bilbao-drukker volt. Az új klub meze ezért teljesen megegyezett a baszk csapatéval. Az első pár hónapban a La Trilladora nevű pályán játszotta, ezután költözött a Las Gaunasba.
Összesen ötször indult a kupában, ebben a legnagyobb eredménye egy Real Betis elleni továbbjutás volt.
Az országos bajnokság létrejöttekor a Tercera Divisiónban indult. Bár sosem végzett negyediknél rosszabb helyen, mégis öt évbe telt feljutnia. Első másodosztálybeli szezonját nyolcadikként zárta, majd megszűnt.

## Statisztika
| Szezon  | Osztály | Poz. | Copa del Rey |
| ------- | ------- | ---- | ------------ |
| 1929/30 | 3ª      | 3.   |              |
| 1930/31 | 3ª      | 2.   |              |
| 1931/32 | 3ª      | 4.   |              |
| 1932/33 | 3ª      | 1.   |              |
| 1933/34 | 3ª      | 3.   |              |
| 1934/35 | 2ª      | 8.   |              |

## Fordítás
- Ez a szócikk részben vagy egészben  a   CD Logroño című angol Wikipédia-szócikk fordításán alapul.  Az eredeti cikk szerkesztőit annak laptörténete sorolja fel. Ez a jelzés csupán a megfogalmazás eredetét és a szerzői jogokat jelzi, nem szolgál a cikkben szereplő információk forrásmegjelöléseként.
- Ez a szócikk részben vagy egészben  a   CD Logroño című spanyol Wikipédia-szócikk fordításán alapul.  Az eredeti cikk szerkesztőit annak laptörténete sorolja fel. Ez a jelzés csupán a megfogalmazás eredetét és a szerzői jogokat jelzi, nem szolgál a cikkben szereplő információk forrásmegjelöléseként.